# 레몬 (소설)
《레몬》(원제: 일본어: 分身 분신[*])은 히가시노 게이고의 추리 소설이다. 일본에서는 2012년 WOWOW "연속 드라마W" 시간대에 텔레비전 드라마화되었다.

## 줄거리
삿포로에 사는 소녀 우지이에 마리코는 사춘기 무렵부터 부모와 전혀 닮지않은 얼굴때문에 갈등이 생겼고 마치 이 얘기를 꺼내자마자 아이를 기숙사가 있는 중학교에 진학시키며 멀리하는 두사람을 보며 원망감이 쌓여갔다. 그러다 겨울방학을 맞이한 해, 집에서 화제사고가 났다. 자신과 아빠는 극적으로 구조된 반면 엄마 시즈에는 불에 탄 시체로 발견됐다. 그런데 그날 이후, 마리코는 자기집에 난 불이 화재가 아닌 엄마가 고의적으로 저지른 방화라는걸 알고는 왜 엄마가 불을 지르고 분신자살을 해버렸는지 알아내고자 아빠가 졸업한 모교가 있는 도쿄로 향했다. 도쿄일대를 누비던 그녀는 자신과 쌍둥이처럼 닮았다는 사람이 있다는걸 알게된다.
엄마와 둘이서 사는 고바야시 후타바. 대학교 밴드동아리에서 보컬을 맡고있는 그녀는 우연찮게 텔레비전 오디션 프로그램에 출연할 기회를 얻는다. 그런데 후타바의 엄마 시호는 텔레비전에 얼굴이 나오면 반드시 나쁜일이 생길거라는 알 수 없는 이유를 대며 출연을 반대했다. 이에 후타바는 의아해 하면서도 결국 엄마몰래 방송에 출연했는데 정말 엄마 말대로 이상한 일이 벌어진다. 누군가가 자꾸만 자신에 대해서 캐묻고 다닌다는 정보가 들어온 것이다. 게다가 자신에게 상한 도시락을 건네주어 일부러 식중독에 걸리게 하려는 교수까지 나타난데다 유일한 가족이었던 엄마마저 뺑소니 사고로 죽어버리자 신변에 위협을 느낀 후타바는 자신에게 고백을 해오는 이성친구와 함께 다니기로 한다.
그리고 두 여자는 자신들의 출생의 비밀과 관련된 엄청난 진실을 알게된다.

## 등장 인물
- 우지이에 마리코

삿포로에 사는 여대생. 자신의 출생에 대해 계속 의문을 느끼고 있다.
- 고바야시 후타바

도쿄에서 밴드 활동에 열중하는 여대생. 홀 어머니 밑에서 성장해왔다. 마리코보다 1살 연상이다.

## 텔레비전 드라마
《분신》(일본어: 分身)은 2012년 2월 12일부터 3월 11일까지 WOWOW에서 방송된 일본의 텔레비전 드라마이다.

### 등장 인물
- 우지이에 마리코 / 고바야시 후타바 - 나가사와 마사미 (어린 시절: 카미시라이시 모카)
- 다키자와 유스케 - 가츠지 료
- 시모조 메구미 - 우스다 아사미
- 후지무라 쇼지로 - 야지마 켄이치
- 우메즈 마사요시 - 시마다 규사쿠
- 카사하라 요시노리 - 모로 모로오카
- 이가와 타카유키 - 단칸
- 코니시 요헤이 - 나카무라 이쿠지
- 쿠노 도시하루 - 시나가와 토오루
- 이가와 타카유키 - 이즈카 미노루
- 이가와 쿠미코 - 후지요시 쿠미코
- 이가와 가오리 - 아라이 모에
- 밴드 멤버 - 아오키 켄
- 밴드 멤버 - 마에다 고키
- 오자키 (후지무라의 조수) - 야마나카 타카시
- 시미즈 히로히사의 미망인 - 키타하라 사와코
- 우지이에 시즈에 - 스즈키 사와
- 코바야시 시호 - 데츠카 사토미
- 이하라 슌스케 - 이부 마사토
- 우지이에 키요시 - 사노 시로
- 타카시로 아키코(옛성씨 아베) - 나가사와 마사미

### 제작진
- 각본 : 다나베 미치루
- 음악 : 아베 우미타로
- 감독 : 나가타 고토
- 프로듀서 : 이노우에 마모루, 와타나베 히로히토
- 제작 협력 : AX-ON
- 제작 저작권 : WOWOW

### 방송일·부제
| 각 화  | 방송일          | 부제(원어)     | 부제(풀이)      |
| ------ | --------------- | -------------- | --------------- |
| 제1화  | 2012년 2월 12일 | 閉ざされた記憶 | 닫힌 기억       |
| 제2화  | 2012년 2월 19일 | 母との約束     | 엄마와의 약속   |
| 제3화  | 2012년 2월 26일 | 失われた写真   | 잃어버린 사진   |
| 제4화  | 2012년 3월 4일  | 鞠子と双葉     | 마리코와 후타바 |
| 최종화 | 2012년 3월 11일 | 母性の奇跡     | 모성의 기적     |